# Доран (Територија Белфор)
Доран (фр. Dorans) је насељено место у Француској у региону Франш-Конте, у департману Територија Белфор.
По подацима из 2011. године у општини је живело 557 становника, а густина насељености је износила 147,75 становника/km².

## Демографија
| 1962. | 1968. | 1975. | 1982. | 1990. | 2011. |
| ----- | ----- | ----- | ----- | ----- | ----- |
| 238   | 306   | 411   | 447   | 509   | 557   |